# 苏梅战役
苏梅战役是2022年俄罗斯入侵乌克兰期间所爆发的一次战役。乌克兰的士兵和民兵们开始在城市内与俄罗斯联邦军队交战，城市之中也因此爆发了激烈的巷战。

## 时间线
2022年2月24日，俄罗斯陆军坦克与其部队进入苏梅，凌晨3点郊区爆发战斗，当地乌克兰守军与俄罗斯进攻部队之间爆发巷战。苏梅的一座教堂因战斗而被烧毁。
2月24日晚10点30分左右，双方部队在苏梅国立大学附近战斗，而乌克兰第27炮兵旅驻扎在那里。
2月25日，距離俄烏邊境僅35公里的蘇梅市發生激烈戰鬥，俄軍曾一度佔領大半個蘇梅市。2月25日凌晨1点39分，据报道，俄罗斯军队已从该市撤退。

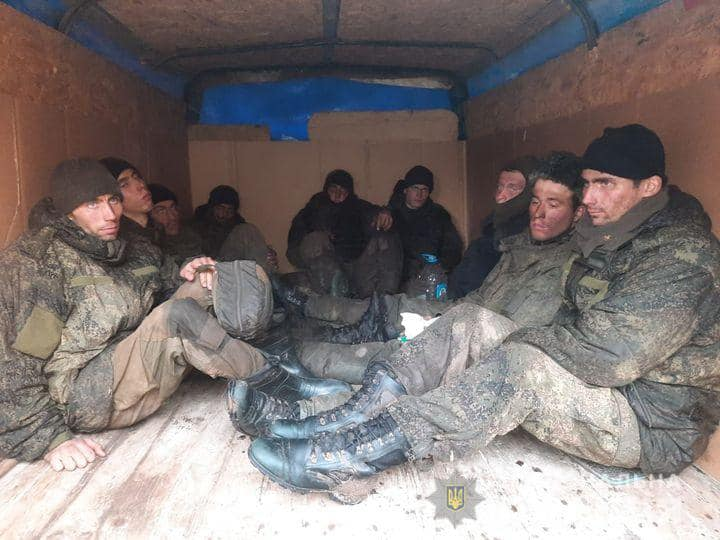
苏梅战役中遭乌军抓获的俄军战俘

2月26日，蘇梅街頭再次爆發戰鬥。俄羅斯軍隊也攻擊了奧赫特爾卡，並部署了燃料空氣炸彈。
2月28日，烏軍聲稱在一次大規模的無人機襲擊、炮擊中，有約100輛俄羅斯裝甲車在蘇梅州列別金市被摧毀，數10名俄軍士兵被俘獲。
3月4日，俄軍沿著高速公路抵達基輔東郊城市布羅瓦雷。

#### 撤离
4月4日，蘇梅州州長德米特里·日维茨基表示俄羅斯大部份部隊已撤出蘇梅州。4月7日，蘇梅州州長表示俄羅斯軍隊已經離開，但留下了爆炸物和其他危險物。4月8日，日维茨基表示烏克蘭已完全收復蘇梅州。